# Aici și acum
Aici și Acum (engleză: The Spectacular Now) este un film american din 2013 în genurile dramă, comedie romantică. Regizat de James Ponsoldt, scris de Scott Neustadter și Michael H. Weber și avându-i ca actori principali pe  Miles Teller și Shailene Woodley. Filmul este bazat pe romanul cu același nume scris de Tim Tharp. Filmul a avut premiera în 2013 la Festivalul de Film Sundance, unde a atras aprecierile criticilor.

## Rezumat
Sutter Keely (Miles Teller) este un licean în anul terminal, fermecător și obsedat de sine. El este viața petrecerilor și iubește meseria lui de la un magazin de îmbrăcăminte pentru bărbați. Cu toate acestea, el nu are planuri de viitor și este un alcoolic,lucru  care o provoaca pe prietena lui, Cassidy (Brie Larson), care  nu este în măsură să facă față, să-l părăsească. Deoarece a băut  pentru a amorti durerea , Sutter cade pe  gazonul unui străin, dar este trezit în dimineața următoare de Aimee Delicat (Shailene Woodley), o fată care nu poartă machiaj și citește science-fiction și manga în timpul său liber. Sutter o ajută cu traseul pe care îl face în a împărții ziarele și în cele din urmă, o invită la prânz și o roagă să-l învețe geometrie pentru a se apropia mai mult  de ea.
Sutter o invită pe Aimee la o petrecere, dar temporar își pierde interesul când vede Cassidy. Sutter îi cere  să bea ceva cu el, dar Cassidy pleacă în curând cu iubitul ei, Marcus (Dayo Okeniyi), deci Sutter se întoarce la Aimee. Cei doi  merg să se  plimbe, unde  Sutter îi spune despre alcool și Aimee aduce vorba despre  un colegiu din Philadelphia la care a fost acceptată , dare la care nu crede că va fi capabilă să meargă pentru că trebuie să aibă grijă de mama ei. Sutter o învață pe Aimee să se opună mamei ei și cei doi ajung să se sărute. 
Când se trezește în dimineața următoare, Sutter își dă seama că el a invitat-o pe Aimee la bal în timp ce era beat și a insistat cu mesajele către Cassidy să iasă împreună. Cassidy este dărâmată și cu lacrimi în ochi îi spune lui Sutter că ea nu mai poate evita viitorul ei și că ea are nevoie să se maturizeze, chiar dacă el nu face asta. Marcus îl întreabă mai târziu pe Sutter despre ceea ce se întâmplă între  el și Cassidy, deși Sutter îl asigură că Cassidy a terminat-o cu el. Marcus spune că ea  nu-l place în felul în care îl plăcea pe  Sutter, dar Sutter îi spune că el nu ar trebui să încerce să fie ca el. Marcus îi mulțumește Sutter pentru sfatul lui.
Sutter, legat de angajamentul de a lua-o pe Aimee la bal, o evită până prietena ei Krystal (Kaitlyn Dever)  îi spune să nu o trateze pe Aimee prost pentru că ea este  un om cu adevărat bun. Sutter, ținând cont de sfatul  i, îi cere lui  Aimee să ia cina cu el și sora lui căsătorită Holly (Mary Elizabeth Winstead), unde Aimee vorbește sincer despre moartea tatălui ei și despre visele ei de o căsătorie perfectă, fermecându-i pe toți, inclusiv pe  utter. Sutter și Aimee încep să devină serioși, făcând sex pentru prima dată, și Sutter cumpără Aimee un balon ca un cadou, atunci când merg la bal. În afară de un moment în care Sutter dansează cu Cassidy, noaptea lor merge bine, și ea îi spune că ea a confruntat-o pe  mama ei și va merge în Philadelphia, invitându-l să meargă  cu ea și să se înscrie  la un colegiu. 
După numeroase încercări de a face rost de numărul de telefon al tatălui său de la mama lui (Jennifer Jason Leigh), Sutterface rost de el  de la sora lui și intenționează să-și petreacă o zi cu tatăl său. Aducând-o pe Aimee cu el, ei se întâlnesc cu el la  un motel chiar când se preagătea să plece la bar  , invitându-i să i-se alăture. Tatăl lui Sutter (Kyle Chandler) are puncte de vedere despre viață similare cu ale lui,  dar după dezvăluind că el a părăsit-o pe  mama lui (în loc de a fi bătut cum Sutter voia să facă ulterior ), el îl lasă să plece cu o femeie. Sutter este obligat să plătească masa și îl așteptă pe tatăl lui să se întoarcă, dar după o așteptare de o oră, se vor întoarce la bar pentru a vedea care  tatăl lui a uitat de ei și se întorsese  la băut cu prietenii lui. Aimee încercă să îl facă să se simtă bine pe  utter, mărturisindu-și dragostea ei pentru el, dar Sutter, furios și beat, o îmbrâncește  o forțează să iesă din mașină, unde  ea este lovită de o mașină care vine din sens opus. 
Aimee are  doar cu un braț rupt și îl  iartă Sutter pentru incident, dar experiențele cu tatăl său l-au afectat în mod clar pe Sutter pentru că problema lui cu băutura agravează. După absolvire, Cassidy îl informează Sutter ea va merge în California cu Marcus. Sutter sugerează să le facă o vizita, dar Cassidy refuză, spunându-i că trebuie să stea departe de influența lui pentru binele ei. Șeful său, Dan (Bob Odenkirk) îi spune că el va pierde unul din  funcționarii lui și informează Sutter că el vrea să lucreze la magazin, dar Sutter trebuie să promită că n-o să mai devină din nou bețiv . Sutter sincer declară că nu simte că el este capabil de a menține o astfel de promisiune și dă mâna cu Dan  dezamăgit și îngrijorat. El apoi se duce pentru o noapte la bar, lăsând-o cu inima frântă Aimee să meargă singură la autobuzul către Philadelphia. 
Sutter se accidentează de  cutia poștală lui, după o noapte de beție, și cu lacrimi în ochi cade în fața mamei lui, spunând că este exact ca și tatăl său și că el este o persoană îngrozitoare, dar mama lui a asigura Sutter el nu este ca tatăl său ca el are cea mai mare inima dintre care le știe  ea . În cele din urmă capabil să recunoască că el este propia sa limitare , Sutter termină  înscrierea la facultate și se angajează  să devină mai matur și responsabil. El conduce la Philadelphia și găsește-o pe Aimee pe când pleca de la cursuri . În timp ce ce doi se holbează unul la altul ecranul devine negru. 

## Distributie
- Miles Teller ca Sutter Keely
- Shailene Woodley ca Aimee Sclifosit
- Brie Larson ca Cassidy
- Mary Elizabeth Winstead ca Holly Keely
- Jennifer Jason Leigh ca Sara Keely
- Kyle Chandler ca Tommy Keely
- Dayo Okeniyi ca Marcus
- Andre Royo ca Domnul Aster
- Bob Odenkirk ca Dan
- Kaitlyn Dever ca Krystal
- Masam Holden ca Ricky
- Gary Weeks ca Joe
- Whitney Goin as Mrs. Finecky
- Nicci Faires as Tara

## Producție
Filmările au început în Atena, Georgia, în luna iulie 2012 și s-au terminat o lună mai târziu. Deși acțiunea romanului are loc în Oklahoma, regizorul James Ponsoldt preferat să îl filmeze în orașul său natal; el a explicat: 
Scenariul nu se  identifica în locul în care acesta a fost stabilit –nu era nevoie doar de un oraș mare. Am simțit că avem nevoie de un vag oraș suburban sau un fel de oraș universitar. Mi se părea că scenariul se potrivea ca loc în același fel în care Braking Away a făcut-o. Atena a fost un candidat evident ca un loc unde să se realizeze filmul  – și a fost într-adevăr singurul loc în care am vrut să fac filmul. Filmând în Atena a fost incredibil de important pentru mine. L-am filmat pe străzile și casele copilăriei mele!                                                                                                                                                                                                                                                                                                                                                                                                                                                           

## Box office
Acum și aici  Acum deschis în ediție limitată în America de Nord pe 2 august 2013 la 4 teatre și a avut încasări de $197,415 cu o medie de $49,354 pe de teatru și de rang #30 la box-office. Filmul e larg de presă a fost în 770 de teatre si s-a terminat câștigând $6,854,611 pe plan intern și $63,980 în altă parte pentru un total de $6,918,591, peste nivelul estimat de 2,5 milioane de dolari buget. Aici ș Acum a fost primit cu căldură în 2013 Festivalul de Film Sundance. Pe baza a 148 comentarii a criticilor , a obținut un "Certified Fresh" scor de 93% pe Rotten Tomatoes , cu o medie de rating de 7.8 din 10. Criticii au ajuns la consensul că "Spectaculos Acum estefilm  un iscusit, sensibil care evită poveștile tipice la vârsta aceea ." De asemenea, filmul are un scor de 82 din 100 pe Metacritic bazat pe 42 de critici, indicând "aprecieri universale".

La sfârșitul Roger Ebert, în una din ultimele recenzii a oferit filmului patru stele, spunând în recenzia lui: 
Aici este un film minunat despre doi liceeni în ani terminali care arata, vorbesc si simt ca la 18-ani-vâstra -de-mijloc ființe umane americane. Ai idee cât de rar se întâmplă asta? Ei nu sunt paralizați de ironie. Ei nu sunt accelerați în desene animate. Viața lor sexuală nu este  insultată  de scene  care îi tratează  ieftin... Ce  film care te marchează.  Respectă personajele sale și nu le folosește  pentru propriile sale ponosite scopuri. Cât de mult ne pasă de ei. Miles Teller și Shailene Woodley sunt atât de acolo. A fi tânăr este o afacere solemnă atunci când îți pasă de cineva. Teller are un dram de John Cusack înperioada lui din  Zici Nimic . Woodley este frumos într-o persoană reală, studiază-l cu îngrijorare, și apoi zâmbet cald. Am trecut prin ultimul an cu aceștea doi . Noi i-am cunoscut. Am fost ei.                                                                                                                                                                                                                            Richard Roeper de la Chicago Sun-Times , de asemenea, a dat filmului patru stele din patru, descriindu-l  ca "cel mai bun film American al anului de până acum". El a rezumat recenzia sa, adăugând: "Aici și Acum te va aduce înapoi la acel moment în viața ta când ai fost încercarea de a absorbi în fiecare moment, pentru că toată lumea a spus că nu e nimic mai bun decât  ultimul an de liceu." În The Hollywood Reporter, critic Todd McCarthy a numit filmul "un sinceră, revigorantă și neafectată privire la  adolescenți și atitudinile lor despre viitor... Obișnuit, în unele moduri și extraordinare în altele, Aici și Acum beneficiază de un exceptional simt pentru personajele sale principale pe partea de regizor și actorii principali."

## Premii
În 2013 Festivalul de Film Sundance Aici și Acum  a primit Premiul Special al Juriului pentru Actorie.
http://www.cinemagia.ro/filme/the-spectacular-now-571147/
| Premii                                        | Data galei        | Categorii                                              | Nominalizări                          | Rezultate |
| --------------------------------------------- | ----------------- | ------------------------------------------------------ | ------------------------------------- | --------- |
| Alliance of Women Film Journalists            | 16 decembrie 2013 | Best Adapted Screenplay                                | Scott Neustadter and Michael H. Weber |           |
| Alliance of Women Film Journalists            | 16 decembrie 2013 | Best Breakthrough Performance                          | Shailene Woodley                      |           |
| Alliance of Women Film Journalists            | 16 decembrie 2013 | Best Depiction of Nudity, Sexuality or Seduction Award | Shailene Woodley and Miles Teller     |           |
| Gotham Awards                                 | 2 decembrie 2013  | Best Actress                                           | Shailene Woodley                      |           |
| Independent Spirit Awards                     | 1 martie 2014     | Best Screenplay                                        | Scott Neustadter and Michael H. Weber |           |
| Independent Spirit Awards                     | 1 martie 2014     | Best Female Lead                                       | Shailene Woodley                      |           |
| National Board of Review                      | 4 decembrie 2013  | Top Ten Independent Films                              | The Spectacular Now                   |           |
| San Diego Film Critics Society                | 11 decembrie 2013 | Best Supporting Actress                                | Shailene Woodley                      |           |
| San Francisco Film Critics Circle             | 15 decembrie 2013 | Best Adapted Screenplay                                | Scott Neustadter and Michael H. Weber |           |
| Seattle International Film Festival           | 9 iunie 2013      | Youth Jury Award for Best FutureWave Feature           | The Spectacular Now                   |           |
| St. Louis Gateway Film Critics Association    | 16 decembrie 2013 | Best Adapted Screenplay                                | Scott Neustadter and Michael H. Weber |           |
| Sundance Film Festival                        | 26 ianuarie 2013  | Special Jury Award for Acting                          | Miles Teller and Shailene Woodley     |           |
| Sundance Film Festival                        | 26 ianuarie 2013  | Grand Jury Prize: U.S. Dramatic                        | James Ponsoldt                        |           |
| Washington D.C. Area Film Critics Association | 9 decembrie 2013  | Best Adapted Screenplay                                | Scott Neustadter and Michael H. Weber |           |

## Legături externe
- Site web oficial
- The Spectacular Now la Internet Movie Database
- The Spectacular Now la Box Office Mojo
- The Spectacular Now la Rotten Tomatoes
- The Spectacular Now la Metacritic